# Original Gangstas
Original Gangstas (Brasil: Hot City - Justiceiros de Rua / Portugal: Original Gangstas) é um filme de ação dos Estados Unidos, dirigido por Larry Cohen, lançado nos cinemas em 1996.

## Elenco
- Fred Williamson
- Jim Brown
- Pam Grier
- Paul Winfield
- Richard Roundtree
- Christopher B. Duncan
- Robert Forster
- Charles Napier
- Wings Hauser
- Isabel Sanford
- Oscar Brown Jr.
- Ron O'Neal
- Eddie Bo Smith Jr.
- Dru Down
- Shyheim Franklin